# 鐵砧山斷層
鐵砧山斷層（英語：Tiehchanshan Fault），為逆移斷層，呈北北東走向，由台中市大甲區鐵砧山北緣向南延伸至沙鹿後併入大甲斷層，長約13公里。本斷層又稱大甲東斷層，位於大甲斷層東側，可能是前者的背衝斷層。

## 總結與評估
鐵砧山斷層，可能是大甲斷層向西逆衝時上盤所形成的背衝斷層，由於截切更新世晚期的地層，可能在全新世活動過，暫列為第一類活動斷層。